# Mark Andrews (Politiker)

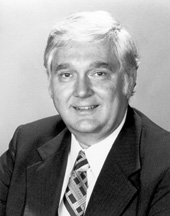
Mark Andrews

Mark Andrews (* 19. Mai 1926 im Cass County, North Dakota; † 3. Oktober 2020 in Fargo, North Dakota) war ein US-amerikanischer Politiker der Republikanischen Partei. Er vertrat den Bundesstaat North Dakota in beiden Kammern des Kongresses.

## Leben
Andrews diente zwischen 1944 und 1946 in der US Army und war Kadett an der United States Military Academy in West Point, bis er 1946 als untauglich entlassen wurde. Danach studierte er an der North Dakota State University in Fargo, wo er 1949 graduierte. Andrews wurde zunächst Farmer. Über die Arbeit in Bauernverbänden gelangte er in die Politik.
Von 1958 bis 1962 gehörte er dem Republican National Committee an und wurde am 22. Oktober 1963 in einer Spezialwahl, um den vakanten Sitz des verstorbenen Hjalmar Carl Nygaard neu zu besetzen, in den 88. Kongress gewählt. Somit war Andrews vom 22. Oktober 1963 bis zum 3. Januar 1981 Mitglied des US-Repräsentantenhauses. 1980 trat er nicht mehr zur Wahl in das Repräsentantenhaus an, sondern zur Senatswahl. Vom 3. Januar 1981 bis zum 3. Januar 1987 als Senator tätig, gelang es ihm 1986 nicht, in den US-Senat wiedergewählt zu werden. Mit 0,73 Prozentpunkten Unterschied unterlag er dem Demokraten Kent Conrad.
Andrews hat ein Beratungsunternehmen in Washington gegründet und war Vorstandsmitglied des Automobilzulieferers Tenneco. Er lebte in Mapleton, North Dakota.